# Organisation des fedayin du peuple iranien
 (août 2017).
Si vous disposez d'ouvrages ou d'articles de référence ou si vous connaissez des sites web de qualité traitant du thème abordé ici, merci de compléter l'article en donnant les références utiles à sa vérifiabilité et en les liant à la section « Notes et références ».
L'Organisation des fedayin du peuple iranien (Majorité) (OFPI(M), en persan : سازمان فدائیان خلق ایران اکثریت) est, selon ses dires, le plus grand parti socialiste d'Iran.
Son objectif actuel est de renverser le système de la République islamique d'Iran pour le remplacer par un régime socialiste. Pour cette raison, le parti est interdit en Iran et agit donc clandestinement. Son activité politique se concentre en grande partie à l'étranger. En Allemagne, l'OFPI (M) travaille en étroite collaboration avec le Parti Die Linke. Le Parti OFPI(M) est basé à Cologne.

## Fondation
L'Organisation des fedayin du peuple iranien (Majorité) fut fondé le 1er mai 1981, après la scission de l'Organisation des guérillas des fedayin du peuple iranien (OIPFG). Ashraf Dehghani quitta l'OIPFG et fonda la Guérilla fedayin du peuple iranien (IPFG). Elle reprochait à la direction de l'OIPFG d'abandonner la lutte armée pour devenir une pure organisation politique. Après la Révolution Islamique de 1979, tous les bureaux de l'OIPFG, dans toutes les grandes villes de l'Iran, participa aux élections législatives. L'OIPFG obtint 10 % des suffrages. Après l'élection, à la suite de vives discussions politiques, l'OIPFG éclata : la majorité ayant décidé que la République Islamique d'Iran était un État anti-impérialiste et qu'il fallait abandonner la lutte armée, elle fonda en 1980 l'Organisation des fedayin du peuple iranien (Majorité) (OFPI(M)), alors que les autres membres de l'OIPFG fondèrent l'Organisation des fedayin (Minorité).

## Objectifs
L'OFPI(M) a renoncé à la lutte armée, devenant un parti purement politique, et cherche, par des moyens démocratiques et non-violents, à renverser le régime au pouvoir en Iran.
Dans les années 1981 à 1983, l'OFPI(M) soutint la République Islamique, y compris lors des batailles défensives dans la guerre Iran-Irak, les positions anti-américaines et la politique de nationalisation. Après le printemps 1983, des centaines de militants de l'OPFIM furent persécutés par le Régime islamique, arrêtés et exécutés. Des milliers s'enfuirent à l'étranger.
En mai 1985, l'OFPI(M) appela, avec le parti communiste Tudeh, au renversement de la République islamique.

## Suites
En 1988, Khomeini ordonna, peu avant sa mort, l'exécution de milliers de prisonniers politiques, y compris de nombreux membres de l'OFPI(M). Le nombre exact de condamnés à mort est toujours inconnu. Reza Malek, un ancien employé du ministère de la Communication et de la Sécurité (VEVAK), a annoncé en 2008, que le nombre de prisonniers politiques 1988 exécutés et enterrés dans une fosse commune avoisinait les 33 700 personnes. Soheila Darvischkohan, un militant du parti, s'est suicidé après qu'il a refusé de réciter des prières islamiques tous les jours, ce qui lui avait valu de nombreux coups de fouets quotidiens.

## Réformes politiques
Dans les années 1988 à 1990, l'OFPI(M) entama une phase de réformes politiques dans son programme, se détournant de communisme et du socialisme. En 1990, il organisa son premier congrès à l'étranger. Depuis cette époque, le congrès se réunit une fois par an.
Le 23 octobre 2007, pour la première fois, il y eut une réunion entre des représentants de la OFPIM et des membres du Parlement européen.
En 2009, le parti prit la décision de coopérer avec deux autres partis iraniens de gauche, l' Union des fedayin du peuple iranien et le Conseil provisoire de la gauche socialiste d'Iran. L'objectif était de créer un nouveau grand parti de Gauche, selon le modèle allemand, le parti Die Linke.